# Revista Backstage
Revista Backstage é uma revista brasileira especializada em produção musical e áudio especialmente voltada para músicos. A revista é reconhecida como a mais lida por músicos profissionais e técnicos de áudio, e já foi chamada de "a bíblia do mercado fonográfico brasileiro".
A revista foi criada em 1994 por Nelson Cardoso, é publicada pela Editora H. Sheldon e conta com matérias sobre bastidores de shows, artigos técnicos sobre sonorização, gravação e iluminação, lançamentos de álbuns, previews e análises de equipamentos.
Em seu corpo de colaboradores, a revista conta com personalidades ilustres como Luis Carlos Sá (Sá e Guarabyra e Sá, Rodrix e Guarabyra), entre outros.
Em 2010 a revista conta com a marca de uma tiragem mensal de, no mínimo, 38 mil exemplares, destinada a assinantes e bancas de todo o Brasil, incluído no número também a distribuição de alguns exemplares como cortesia.